# Oxytate subvirens
Oxytate subvirens är en spindelart som först beskrevs av Embrik Strand 1907.  Oxytate subvirens ingår i släktet Oxytate och familjen krabbspindlar.
Artens utbredningsområde är Sri Lanka. Inga underarter finns listade i Catalogue of Life.